# Mikel Nieve
Mikel Nieve Iturralde  (Leitza, Navarra, 26 de maio de 1984) é um ciclista profissional navarro. Estreia como profissional em 2008 com a equipa Orbea-Oreka SDA. Desde 2009 competiu com o Euskaltel-Euskadi até que em 2013 passou ao novo Euskaltel Euskadi. Depois do desaparecimento deste, alinhou pelo Team Sky do Reino Unido.

## Palmarés
- 2010
  - 1 etapa da Volta a Espanha

- 2011
  - 1 etapa do Giro d'Italia

- 2014
  - 1 etapa do Critério do Dauphiné

- 2016
  - 1 etapa do Giro d'Italia, mais classificação da montanha

- 2018
  - 1 etapa do Giro d'Italia

## Resultados em Grandes Voltas e Campeonatos do Mundo
Durante sua carreira desportiva tem conseguido os seguintes postos nas Grandes Voltas e nos Campeonatos do Mundo em estrada:
| Corrida            | Corrida            | 2008 | 2009 | 2010 | 2011 | 2012 | 2013 | 2014 | 2015 | 2016 | 2017 | 2018 | 2019 | 2020 | 2021 |
| ------------------ | ------------------ | ---- | ---- | ---- | ---- | ---- | ---- | ---- | ---- | ---- | ---- | ---- | ---- | ---- | ---- |
|                    | Giro d'Italia      | —    | —    | —    | 10.º | 10.º | —    | —    | 17.º | 25.º | —    | 17.º | 17.º | —    | 25.º |
|                    | Tour de France     | —    | —    | —    | —    | —    | 12.º | 18.º | —    | 17.º | 14.º | 23.º | —    | Ab.  | —    |
|                    | Volta a Espanha    | —    | —    | 10.º | 10.º | —    | 23.º | 12.º | 8.º  | —    | 16.º | —    | 10.º | 13.º | 31.º |
| Mundial em Estrada | Mundial em Estrada | —    | —    | —    | —    | —    | —    | —    | —    | —    | —    | 13.º | —    | —    | —    |

—: não participa

Ab.: abandono

## Equipas
- Orbea-Oreka SDA (2008)
- Euskaltel-Euskadi (2009-2012)
- Euskaltel Euskadi (2013)
- Team Sky (2014-2017)
- Mitchelton/BikeExchange (2018-)
  - Mitchelton-Scott (2018-2020)
  - Team BikeExchange (2021-)